# Sphecodes quadrimaculatus
Sphecodes quadrimaculatus là một loài Hymenoptera trong họ Halictidae. Loài này được Blüthgen mô tả khoa học năm 1928.